# Itztlacoliuhqui
 (mars 2013).

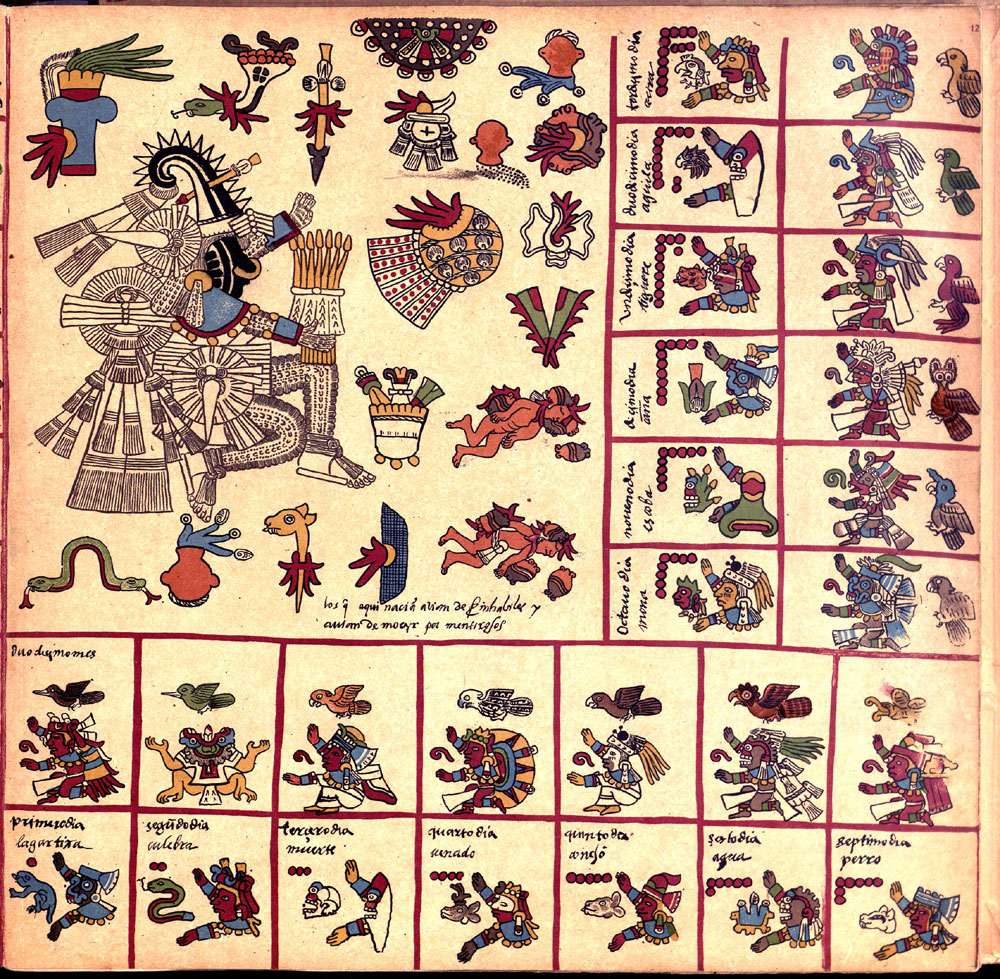
Représentation d'Itztlacoliuhqui (Codex Borbonicus, p. 12)

Itztlacoliuhqui est, dans la mythologie aztèque, le dieu du gel et du froid.
En nahuatl cela signifie "lame d'obsidienne incurvée". Selon J. Richard Andrews, il s'agirait d'une erreur de traduction et l'interprétation correcte serait "tout se déforme au moyen de la froideur".
Dans le calendrier aztèque, il préside la treizaine 1 Calli (Maison) du jour 1 Lézard à 13 Vautour. La treizaine précédente était gouvernée par Patecatl et la suivante par Tlazolteotl.

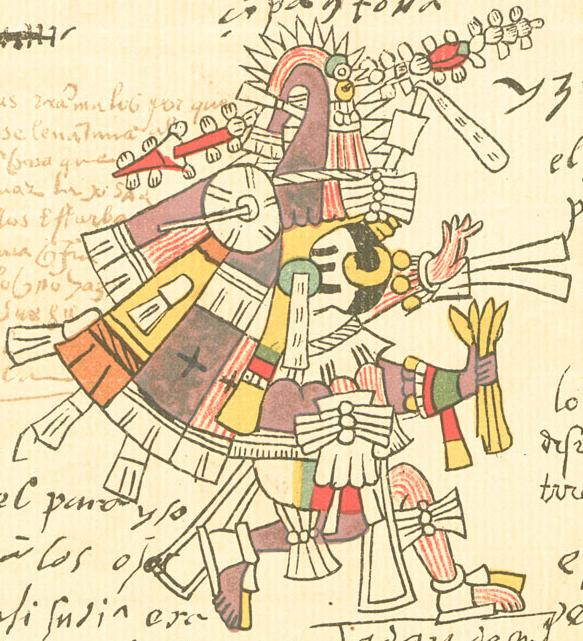
Le dieu aztèque du gel Itztlacoliuhqui représenté dans le codex Telleriano-Remensis

## Mythe
La création de ce dieu est évoquée lors du mythe de la création. Tonatiuh aurait demandé aux dieux l'obéissance et des sacrifices humains afin qu'il puisse se déplacer. Fous de colère par son arrogance, le dieu de l'aurore Tlahuizcalpantecuhtli aurait tiré une flèche en direction du soleil mais celle-ci manqua sa cible. Tonatiuh se mit aussi à lancer des flèches vers le dieu dont une l'atteignit à la tête. Le dieu se transforma en pierre puis en celui du froid, Itztlacoliuhqui.